# Serrognathus rama
Serrognathus rama là một loài bọ cánh cứng trong họ Lucanidae. Loài này được Boileau mô tả khoa học năm 1897.